# Resafa
Resafa o Rusafa (en árabe: الرصافة, al-Ruṣāfa, Reṣafa), conocida también en la época romana como Sergiopolis y brevemente como Anastasiopolis, fue una ciudad situada en la provincia romana de Eufratensis, en la estepa del norte de la actual Siria. Hoy día es un sitio arqueológico localizado al sudoeste de la ciudad de Al Raqa y el Éufrates.

## Nombres
Resafa se corresponde en el acadio con Raṣappa y el bíblico Rezef (Septuaginta, en griego antiguo, Ràphes, Ράφες), donde es mencionada en Isaías 37:12. Las fuentes cuneiformes la nombran como Rasaappa, Rasappa y Rasapi.
Claudio Ptolomeo la llama Rhesafa (Ρεσαφα en griego). En la Tabula Peutingeriana de la época romana tardía se la llama Risapa. En la Notitia dignitatum se la denomina Rosafa.

## Historia

### Orígenes
La ciudad probablemente data del siglo IX a. C., cuando los asirios construyeron en el lugar un campamento militar, encontrándose varias listas de sus gobernantes entre 839 a. C. y 737 a. C.. En estas listas Resafa sería la capital de la provincia de Laqe. Se la menciona en la Biblia (Isaías 37:12 y II Reyes 19:12), la ciudad de Résef, en el camino del desierto entre el Éufrates y Palmira. Sin embargo, todavía no se han encontrado evidencias arqueológicas que soporten un asentamiento tan temprano.

### Dominación romana
Según la Notita Dignitatum, Diocleciano (284-305), fortificó el castrum de Resafa con un escuadrón de caballería nativa, equites promoti indigenae, que se convirtió en un importante puesto de avanzadilla militar para defenderse de los persas sasánidas y una estación en la Strata Diocletiana. Por su ubicación en las rutas de las caravanas que unían Aleppo, Dura Europos y Palmira llegó a convertirse en un importante centro económico de la zona. Sin embargo, al no disponer de manantiales o de agua corriente, dependía de grandes cisternas para captar las lluvias de invierno y primavera. Resafa, situada en el corazón de las guerras romano-persas, tuvo que ser una ciudad bien defendida con enormes murallas que la rodeaban y una gran fortaleza.
En el siglo IV, la ciudad se convertiría en un lugar de peregrinación para los cristianos que venían a venerar a San Sergio, un soldado romano cristiano que fue martirizado y decapitado en Resafa durante la persecución de Diocleciano. Fue construido un santuario en el lugar de enterramiento y la ciudad fue renombrada, en su honor, Sergiopolis, aproximadamente en el año 425. De hecho, se convertiría en "el más importante centro de peregrinación en la diócesis de Oriente de Bizancio bizantinos en el período proto-bizantino", con un especial atractivo para los árabes locales, especialmente los gasánidas. que erigieron construcciones como una sala de audiencias, que conserva una inscripción griega en alabanza al rey al-Mundir.
La riqueza de la ciudad se debió principalmente al comercio de la lana y a los ricos donativos ofrendados al santuario del santo. Procopio de Cesarea describe en detalle las murallas y edificios erigidos allí por Justiniano. Las murallas de Resafa, todavía bien conservados tienen más de 1.600 pies de longitud y unos 1000 pies de ancho. Se erigieron adicionalmente torres redondas o cuadradas cada cien pies. También se conservan ruinas de una iglesia de tres ábsides.

### Dominación árabe
La ciudad fue perdida por los romanos en el siglo VII cuando los árabes, enviados por el califa ʿ Umar, que reinó entre 634 y 644, obtuvieron la victoria final en la Batalla de Yarmuk en el año 636. Durante el período de la dinastía califal omeya, la ciudad fue la residencia favorita del califa Hisham, que gobernó entre 724 y 743 y construyó un zoco, un mercado cubierto y un khān, es decir, un caravasar.
Con el advenimiento de la nueva dinastía de los abasíes se construyó una nueva fortaleza en la cercana al-Raqa. En el siglo VIII, la ciudad sufrió daños por terremoto, pero un pequeño grupo de habitantes continuó residiendo allí, mostrando las casas de piedra un uso continuo del siglo VI hasta el siglo XIII. El médico árabe Ibn Butlân fue invitado a la ciudad por su obispo en 1050, mientras que el geógrafo Yaqut, permaneció allí alrededor del 1225, describiendo un bello convento todavía habitado por monjes. La ciudad seguía siendo un lugar de peregrinación y hasta allí, llegaron los caballeros cruzados, como lo demuestra el descubrimiento de un recipiente de plata con el escudo de armas del noble francés de Raúl I de Couzy, quien participó en la Tercera Cruzada. Este objeto fue encontrado enterrado junto con otras fuentes de plata, tal vez para ser salvados del pillaje ante la llegada de los mongoles, que invadieron Siria entre 1259 y 1260. La llegada de los mongoles primero y de los turcos después, llevaron al abandono de la ciudad, que continuó albergando periódicamente a grupos de pastores nómadas.

## Historia eclesiástica
El primer obispo de Resafa fue nombrado poco después del año 431 por Juan I de Antioquía, a pesar de la oposición del Metropolitano de Hierápolis Bambyce, de quien había dependido esa iglesia hasta entonces. Más tarde, Mariano asistió a un Concilio de Antioquía. La sede episcopal (metrópolis) de Sergiopolis con cinco sedes sufragáneas figura en la Notitia episcopatuum de Antioquía en el siglo VI. Había obtenido este título del emperador Anastasio I, en el quinto concilio general (553), firmando Abraham como metropolitano. El favor que mostró Anastasio por la ciudad llevó a denominarla Anastasiopolis, nombre que aún conservaba a principios del siglo VII. También fueron importantes el obispo Cándido, quien en el momento del asedio de la ciudad por el shah Cosroes I en el 543, rescató a 1.200 prisioneros por 200 libras de oro, y el metropolitano Simeón en 1093, lo que demuestra que el cristianismo siguió existiendo incluso bajo el islam.,
Sergiopolis sigue siendo una sede titular católica, sufragánea de Hierápolis Bambyce.

## Guerra Civil Siria
El gobierno sirio de Al Assad recuperó la ciudad de manos del Estado Islámico el 19 de junio de 2017, con ayuda de las tropas rusas, tras tres años de ocupación yihadista. Las ruinas parecían estar en buenas condiciones.

## Personalidades ligadas a Resafa
- Anastasio el Persa, monje y santo, fallecido en el 628.